# مايرون رودريك
مايرون رودريك (بالإنجليزية: Myron Roderick)‏ هو مدرب رياضي أمريكي، ولد في 15 سبتمبر 1934 في أنتوني في الولايات المتحدة، وتوفي في 28 ديسمبر 2011.

## وصلات خارجية
- مايرون رودريك على موقع أوليمبيديا (الإنجليزية)
- مايرون رودريك على موقع قاعة كنساس للمشاهير الرياضية (مؤرشف) (الإنجليزية)